# Elizondo
|  | Per a altres significats, vegeu «Fidias Elizondo». |

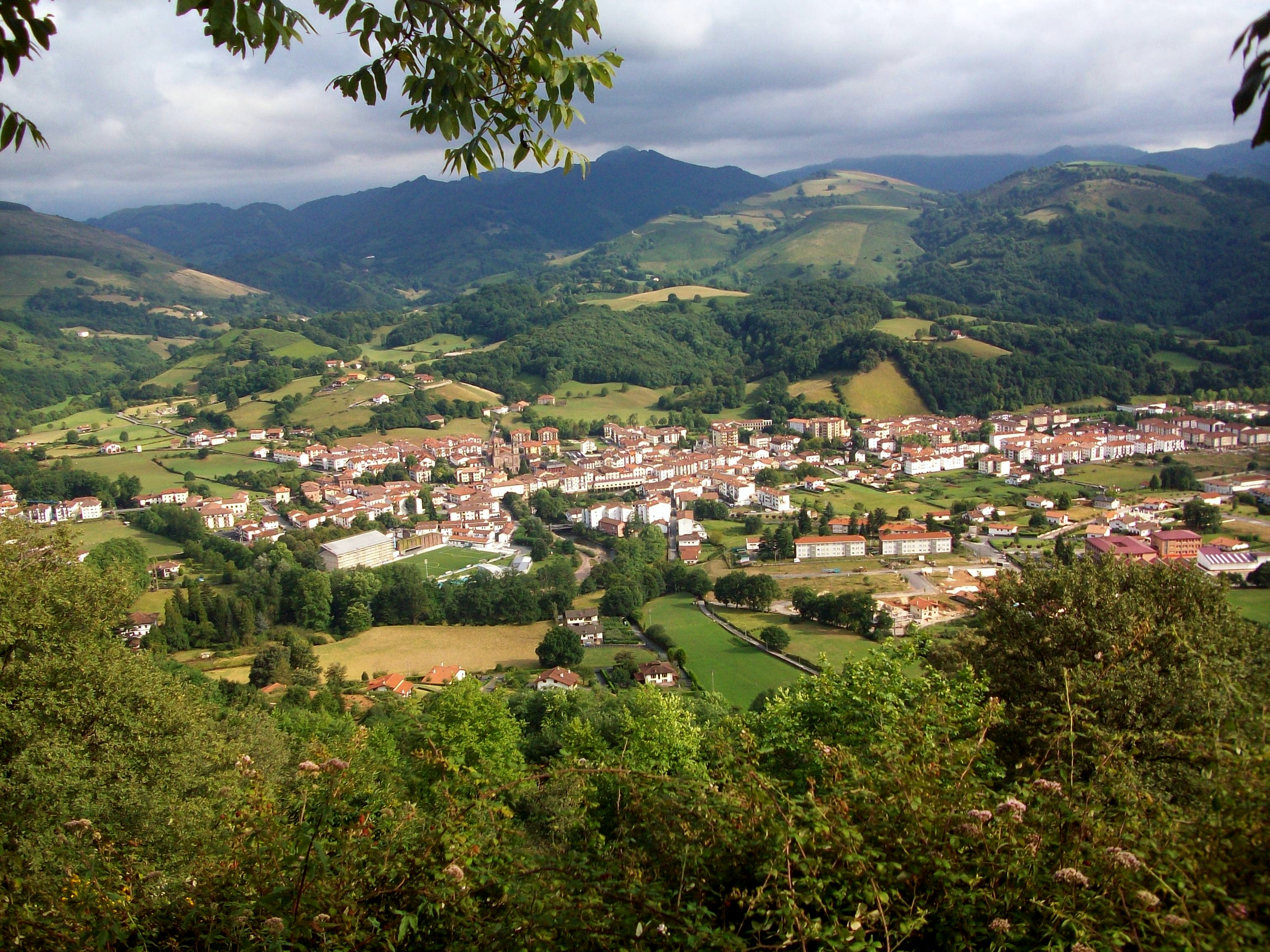
Vista d'Elizondo.

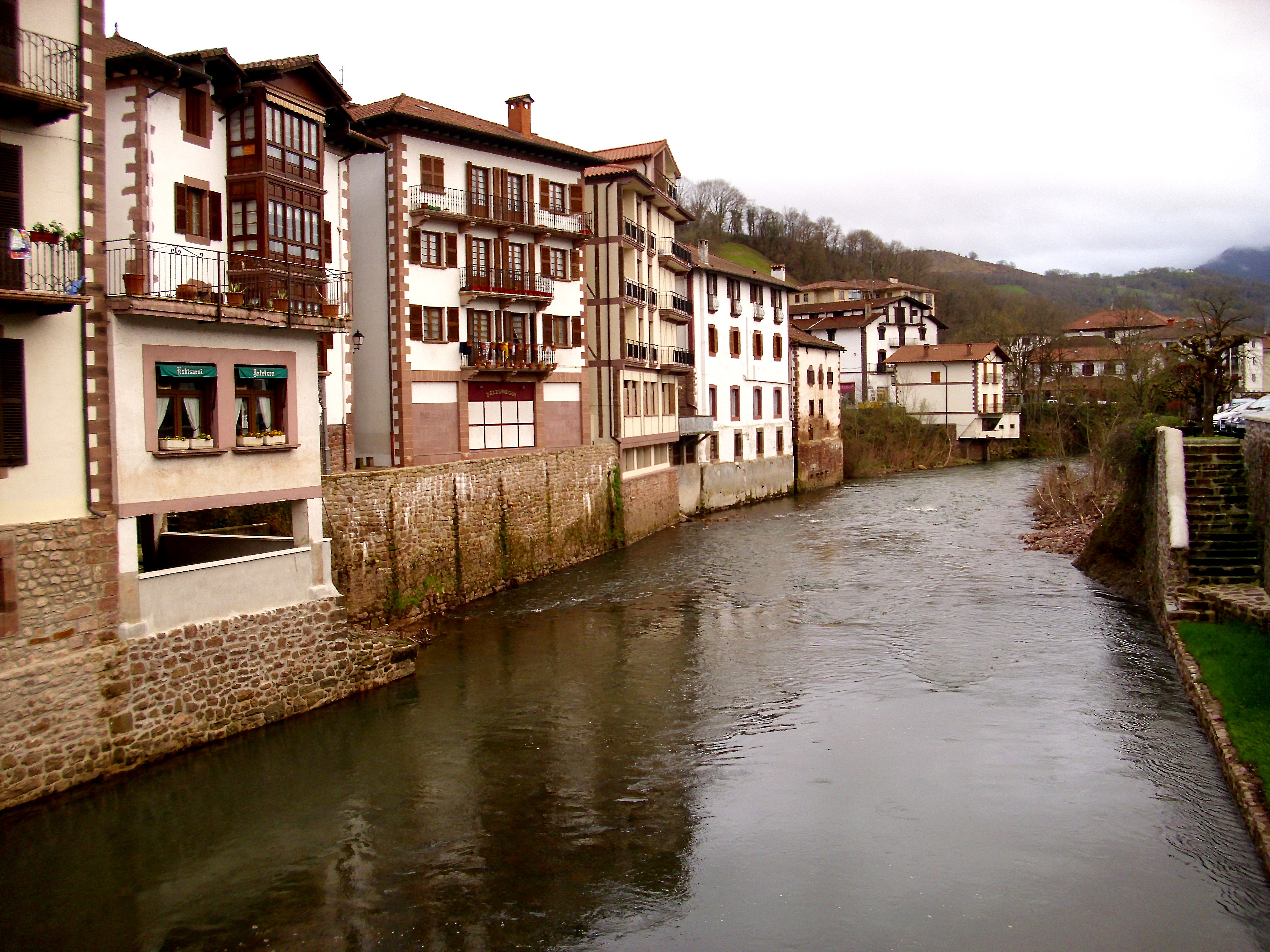
Riu Baztan a Elizondo

Elizondo és un llogaret a la Comunitat Foral de Navarra, capital de la vall del Baztan, a 57,5 quilòmetres de Pamplona, a la merindad de Pamplona. Com la resta del municipi de Baztan, pertany a la zona bascòfona de Navarra. És capital i centre comercial de la vall. Es troba emplaçat a banda i banda del riu Bidasoa o Baztan.
Es tracta d'un assentament més urbà que rural donada l'abundància de comerços, bars, restaurants, tallers, sucursals bancàries, etc., sent els serveis la seva base socioeconòmica.
Té diversos barris de caserius espargits per la riera de Beartzun: Antzanborda, Etxaide, Berro i Beartzun. Ja el 1397, el rei Carles III de Navarra reconeixia el senyoriu dels seus veïns.
Aquesta qualitat senyorívola la veiem en les seves cases palatines, amb edificis monumentals que van del gòtic tardà al renaixement i el barroc. L'ajuntament és del segle xviii; el palau de les Governadores o Arizkunenea, barroc de cap a 1730; el palau també barroc de Beramundea; el palau d'Istekonea, anomenat també «Casa del Virrei», etc.
Envoltat d'un entorn natural idíl·lic, l'animació i el bullici que emanen d'Elizondo han convertit aquesta localitat en el lloc preferit pels veïns de la vall per celebrar les fires i els mercats.
Una de les tradicions més arrelades és el Baztandarren Biltzarra, una festa de balls i desfilades multicolors que reuneix tots els pobles de la zona.

## Demografia
| 2000  | 2001  | 2002  | 2003  | 2004  | 2005  | 2006  | 2007  | 2008  | 2009  | 2010  |
| ----- | ----- | ----- | ----- | ----- | ----- | ----- | ----- | ----- | ----- | ----- |
| 3.102 | 3.118 | 3.146 | 3.227 | 3.278 | 3.335 | 3.321 | 3.379 | 3.472 | 3.563 | 3.543 |

## Cultura
El caràcter animat de la seva gent converteix Elizondo en l'escenari ideal per celebrar festes i fires de bestiar. El diumenge anterior a la festivitat de Sant Jaume (25 de juliol), té lloc el "Baztandarren Biltzarra", celebració que reuneix els 15 pobles que integren la vall i els festejos inclouen, entre d'altres, acolorides desfilades amb carrosses i del tradicional ball a la plaça de l'Ajuntament. Una altra cita d'interès és la fira ramadera, agroalimentària i artesana que se celebra el divendres següent a la Pasqua de Resurrecció.
La gastronomia és un altre dels punts forts d'aquesta terra. Un dels seus plats més típics és el "Txuri-tabelz", guisat elaborat amb budells de xai. Pels apassionats dels dolços, a les pastisseries d'Elizondo es pot tastar el "urrakin egina", una deliciosa xocolata amb avellanes senceres.